# Viola Poley
Pour les articles homonymes, voir Poley.
Viola Poley, née le 13 avril 1955 à Berlin-Est (République démocratique allemande), est une ancienne rameuse est-allemande. Elle est championne olympique aux Jeux de 1976.

## Carrière
Viola Poley fait partie de l'équipage est-allemand qui remporte l'or olympique aux Jeux de 1976. L'année suivante, elle fait également partie de l'équipage allemand qui remporte le titre mondial.

## Palmarès

### Jeux olympiques
- Jeux olympiques d'été de 1976 à Montréal ( Canada) :
  -  médaille d'or du quatre de couple

### Championnats du monde
- Championnats du monde 19779 à Amsterdam ( Pays-Bas) :
  -  médaille d'or du quatre de couple